# Cnemaspis yercaudensis
Cnemaspis yercaudensis är en ödleart som beskrevs av  Das och BAUER 2000. Cnemaspis yercaudensis ingår i släktet Cnemaspis och familjen geckoödlor. Inga underarter finns listade i Catalogue of Life.